# 아산초등학교 (전남)
아산초등학교는 대한민국 전라남도 화순군 백아면 이천리에 있는 공립 초등학교이다.

## 학교 연혁
- 1922년 10월 28일 아산공립보통학교 개교(설립인가 7월 19일)
- 1938년 4월 1일 아산공립심상소학교로 개칭
- 1941년 4월 1일 아산공립국민학교로 개칭
- 1981년 3월 16일 병설유치원 개원
- 1989년 3월 1일 송방분교장(북면동국민학교) 편입
- 1992년 3월 1일 다곡분교장, 노치분교장 편입
- 1994년 3월 1일 노치분교장 통합
- 1995년 9월 1일 서유분교장(북면서국민학교) 편입
- 1996년 3월 1일 아산초등학교로 개칭
- 1996년 3월 1일 송방분교장, 다곡분교장 통합
- 2007년 3월 1일 서유분교장 통합
- 2016년 3월 1일 제29대 범미경 교장 부임
- 2016년 7월 14일 다목적 체육관(백아관) 개관
- 2018년 3월 1일 제30대 김경순 교장 부임
- 2019년 2월 15일 제94회 졸업 5명(총졸업생 4,349명)

## 참고 자료
- 아산초등학교 - 한국교육학술정보원 학교알리미